# 拜倫多
12°11′45″S 15°51′20″E / 12.19583°S 15.85556°E
拜倫多（葡萄牙語：Bailundo），是個位於安哥拉中部的城鎮，由萬博省負責管轄，南鄰卡特希永戈，面積7,065平方公里，2006年人口55,993，人口密度每平方公里8人。